# Ursus C-330-3P
Ursus C-330-3P – prototyp ciągnika rolniczego skonstruowanego w ZPC na bazie ciągnika Ursus C-330.

## Opis modelu
Z powodu problemów finansowych i technicznych we wdrażaniu do produkcji rodziny ciągników na licencji firmy Massey Ferguson, zdecydowano o zaadaptowaniu silników Perkins w dotychczasowych modelach. W prototypowym modelu C-330-3P główną zmianą w stosunku do Ursusa C-330 było wprowadzenie trzycylindrowego silnika Perkins AD3.152 o mocy 38 KM. Zmiana jednostki napędowej wymusiła zmianę miejsca mocowania filtra powietrza i powiększenie obudowy sprzęgła. W silniku zastosowano alternator z FSO Poloneza zamiast prądnicy. Wprowadzone zostały także inne mniejsze zmiany: deska rozdzielcza została przystosowana do zastosowania wskaźników z modelu MF-235. Przekładnię kierowniczą zamontowano z Ursusa C-360. Produkcji seryjnej tego modelu nie podjęto.